# Лубянка (Николаевская область)
Лубянка (укр. Луб'янка) — село в Веселиновском районе Николаевской области Украины.
Основано в 1886 году. Население по переписи 2001 года составляло 352 человек. Почтовый индекс — 57024. Телефонный код — 5163. Занимает площадь 0,776 км².

## Местный совет
57024, Николаевская обл., Веселиновский р-н, с. Лубянка